# Vijay Shankar
Vijay Shankar (Tamil விஜய் சங்கர்; * 26. Januar 1991 in Tirunelveli, Indien) ist ein indischer Cricketspieler, der zwischen 2018 und 2019 für die indische Nationalmannschaft spielte.

## Kindheit und Ausbildung
In seiner Jugend spielte Shankar zunächst mit seinem Vater und Bruder vorwiegend auf dem Parkplatz vor dem Haus seiner Familie in Madipakkam. Vijay ging durch die Altersgruppen-Mannschaften von Tamil Nadu und der Weg zur Cricket-Akademie war mit zwei Stunden recht weit. Da der Parkplatz zu klein wurde bauten sie die Terrasse des Hauses zu Trainingsnetzen um. Er besuchte das Guru Nanak College in Chennai.

## Aktive Karriere
Shankar gab sein First-Class-Debüt für Tamil Nadu in der Saison 2012/13. Die Saison 2014/15 begann er zunächst verletzt, erreichte dann jedoch mit dem Team das Finale der Ranji Trophy, wo man jedoch trotz seines Centuries gegen Karnataka unterlag. Er wurde dann für die indische A-Nationalmannschaft berufen, musste sich im Jahr 2016 jedoch am Knie operieren lassen. Sein Twenty20-Debüt in der Nationalmannschaft folgte dann im März 2018 bei einem Drei-Nationen-Turnier in Sri Lanka gegen den Gastgeber. Im August verletzte er sich am Oberschenkel und musste einige Wochen aussetzen. Im Januar 2019 kam er zurück ins Team und gab in Australien sein ODI-Debüt. Er wurde dann für den Cricket World Cup 2019 nominiert, wo er gegen Pakistan zwei Wickets (2/22) erzielte. Er musste das Turnier jedoch vorzeitig mit einer Verletzung am Zeh abbrechen. Kurz nach dem Turnier wurde er zunächst für die A-Nationalmannschaft nominiert, musste dort jedoch auch auf Grund einer Fingerverletzung aussetzen. In der Folge konnte er zwar genesen, wurde dann jedoch nicht mehr für die Nationalmannschaft berücksichtigt. Er spielte in der Folge für die Sunrisers Hyderabad und die Gujarat Titans in der Indian Premier League. In der Syed Mushtaq Ali Trophy 2021/22 führte er Tamil Nadu als Kapitän zum Gewinn des Titels. Für die Indian Premier League 2025 wurde er von den Chennai Super Kings verpflichtet, für die er schon in der Indian Premier League 2014 spielte.